# Biała Piska
Biała Piska (Bialla fino al 1938 - Gehlenburg dal 1938 al 1945) è un comune urbano-rurale polacco del distretto di Pisz, nel voivodato della Varmia-Masuria.
Ricopre una superficie di 420,14 km² e nel 2006 contava una popolazione di 12.135 abitanti, di cui 4.006 nella cittadina e 8.129 residenti nel territorio rurale.